# Paula Vesala
Paula Julia Vesala (10 de diciembre de 1981, Kärsämäki) es una cantante y actriz finesa, miembro de la banda de rock/pop PMMP. Es una de las cantantes más populares en su país natal.

## Biografía
Desde muy pequeña estuvo unida a la música, solía tomar las cintas de casete a su madre. 
Dio su "primer concierto" a los 4 años en los pasillos de la guardería. 
Le quitó la oportunidad de tocar el violín y el piano a su hermano Pekka, que también es músico. También pensaba que sería arquitecta ya que admiraba mucho a sus tías, que se casaron con arquitectos.
A medida que iba creciendo su atención se centró en la música y en el teatro.
Tras su paso por el teatro y por diversas ciudades finlandesas como residencia, como Kuopio o Viitasaari, Paula terminó por instalarse en Helsinki y puso toda su atención en la música. Formó parte de bandas folclóricas que con el paso del tiempo se disolvieron.

## PMMP
En el año 2002 ingresó en el concurso Popstars Finland, donde conoció a la que hoy en día es su compañera de banda, Mira Luoti. Ninguna de las dos ganó, pero si fueron semi-finalistas. Tras el programa, Paula y Mira conocieron a Mikko, Juho, y Heikki. 
En enero de 2007, Paula ganó diversos premios Emma Gaala junto con PMMP. En febrero de ese mismo año, Paula actuó en solitario en una actuación para cantantes finlandeses llamado Jippu, en la que cantó canciones de PMMP e hizo versiones de otros cantantes y grupos.
El nombre de la banda PMMP, son siglas de "Paulan ja Miran Molemmat Puolet", que significa "Los dos lados de Paula y Mira".
En la actualidad, PMMP es una banda muy reconocida en Finlandia.

## Filmografía

### Cine
| Año  | Película            | Papel               |
| ---- | ------------------- | ------------------- |
| 2010 | Prinsessa           | Elsa                |
| 2012 | Vuosaari            | profesora de música |
| 2012 | 3 Simoa             | Eeva                |
| 2016 | Tyttö nimeltä Varpu | Siru Miettinen      |
| 2017 | The Unknown Soldier | Lyyti Rokka         |

### TV
| Año  | Serie              | Papel      |
| ---- | ------------------ | ---------- |
| 2014 | #lovemilla         | TV-Gitta   |
| 2014 | Angry Birds Stella | Gale (voz) |